# 포선만노

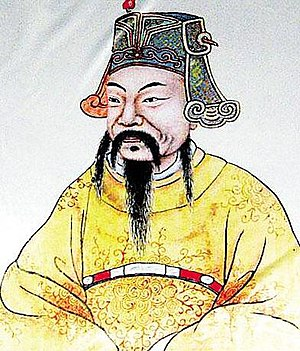
포선만노

포선만노(蒲鮮萬奴)은 금나라의 군벌, 대진국의 건국자이다. 
1211년 야호령 전투에서 칭기즈 칸이 이끄는 몽골 제국군의 군세를 경험하였다. 1213년 함평로의 초토사로 임명되어 야율유가를 물리쳤으며 이후 경략안무사의 일종인 요동 선무사(宣撫使)로 승진하여 금나라 최고 군사령관이 되었지만 그 후엔 야율유가에 두번이나 패배하였다.
그와중에 몽골의 침입으로 금나라가 수도 중도를 포기하고 개봉부로 천도하며 요동과 본국과의 연락망이 끊어졌다. 이에 포선만노는 1215년에 자립하여 그 해 10월 천왕을 자처하였으며 연호는 천태라 하였다. 1216년 포선만노는 몽골과의 관계를 위해 왕자를 무칼리에게 인질로 보냈다.
이후 1233년 오고타이 칸은 아들 귀위크를 보내 대진국을 정벌하였고 결국 사로잡혀 살해당했다.

## 같이 보기
- 이선아 (12세기)(중국어판) - 포선만노의 부인